# مجموعه کاری
در علوم رایانه، مجموعه کاری (به انگلیسی: working set)، به مجموعه صفحاتی می‌گویند که فرایند در حال حاضر از آن‌ها استفاده می‌کند. به عبارتی دیگر، مقدار حافظه‌ای که یک فرایند در یک بازه زمانی خاص احتیاج دارد را مجموعه کاری آن فرایند می‌گویند. اگر تمام مجموعه کاری یک فرایند در حافظه موجود باشد، فرایند مورد نظر بدون ایجاد تعداد زیادی نقص صفحه اجرا خواهد شد. در صورتی‌که حافظه اصلی رایانه کوچک باشد و مجموعه کاری فرایند بزرگ باشد و نتوان بیکباره آن را در حافظه جای داد، فرایند به یکباره تعداد زیادی نقص صفحه ایجاد می‌کند. به‌طوری‌که فرایند بیشتر وقت خود را صرف تولید کردن نقص صفحه می‌کند تا اجرا شدن. در این حالت، کارایی پردازنده و کارایی کلی سیستم به شدت کاهش می‌یابد. به شرایطی که فرایند در هر چند دستورالعمل یک نقص صفحه ایجاد می‌کند، کوفتگی یا  کوبیدگی (به انگلیسی: thrashing) می‌گویند که کارایی کلی سیستم را به شکل چشمگیری کاهش می‌دهد. در بسیاری از سیستم‌های صفحه‌بندی سعی بر این است که مجموعه کاری یک فرایند، از پیش شناخته شده و در حافظه بارگذاری شود تا فرایند مدام نقص صفحه ایجاد نکند. بدین ترتیب قبل از اختصاص دادن پردازنده به فرایند، مجموعه کاری اش در حافظه قرار دارد. اگر مجموعه کاری فرایند قبل از اختصاص پردازنده به آن در حافظه وجود نداشته باشد، فرایند مورد نظر آن قدر نقص صفحه ایجاد می‌کند تا بالاخره تمام مجموعه کاری اش در حافظه قرار بگیرد. (به شرطی که حافظه به میزان کافی فضا داشته باشد) مجموعه کاری یک فرایند در هر لحظه متفاوت است و با گذشت زمان تغییر می‌کند.

## تعریف
در هر لحظه از زمان {\displaystyle t}، مجموعه‌ای از اطلاعات که در فاصله زمانی {\displaystyle (t-\tau ,t)} توسط فرایند مورد دستیابی واقع شده‌اند، مجموعه کاری آن فرایند نامیده شده و به صورت {\displaystyle W(t,\tau )} نشان داده می‌شود.